# Anapersis arizonensis
Anapersis arizonensis är en insektsart som först beskrevs av O'brien 1986.  Anapersis arizonensis ingår i släktet Anapersis och familjen Derbidae. Inga underarter finns listade i Catalogue of Life.